# 奥村輝之
奥村 輝之（おくむら てるゆき、1920年9月23日 - 2009年5月11日 ）は、日本の経営者。太陽神戸銀行頭取を務めた。

## 来歴・人物
大阪府大阪市出身。1941年に高文行政科に合格し、1942年に京都帝国大学経済学部を卒業し、同年に大蔵省に入省。1972年11月に神戸銀行(のちの太陽神戸銀行)常務に就任し、常務、専務、副頭取を経て、1983年6月には頭取に昇格した。1987年6月に会長に就任し、1990年4月に太陽神戸三井銀行(のちのさくら銀行)会長に就任し、1991年6月に相談役、1998年7月に常任顧問、2000年4月に名誉顧問を歴任した。
関西テレビ放送監査役、兵庫県公安委員会委員長も務めた。
1995年11月に勲二等旭日重光章を受章
2009年5月11日急性心筋梗塞で死去。88歳没。